# Carol Heissová
Carol Elizabeth Heissová Jenkinsová (* 20. ledna 1940 New York) je bývalá americká krasobruslařka.
Na olympiádě ve Squaw Valley roku 1960 vyhrála ženský individuální závod, na předchozích hrách v Cortině d'Ampezzo brala stříbro. Na olympiádě ve Squaw Valley složila při úvodním ceremoniálu olympijskou přísahu jako zástupce pořadatelské země. Krom toho má na svém kontě pět titulů mistryně světa, které získala v řadě, v letech 1955–1960. Patří tak k elitní skupině čtyř krasobruslařek, které mají na svém kontě pět a více těchto titulů. Je též dvojnásobnou mistryní Severní Ameriky (1957–1959). Je první ženou, která skočila dvojitý axel. Roku 1960 se jejím manželem stal úspěšný krasobruslař Hayes Alan Jenkins. Roku 1961 hrála ve filmu Snow White and the Three Stooges. Později se věnovala i trenérské činnosti, k jejím svěřencům patřili například Timothy Goebel nebo Miki Andová.